# كلية الدراسات العليا للسمعي والبصري والتصميم
كلية الدراسات العليا للسمعي والبصري والتصميم (بالفرنسية: École supérieure d'audiovisuel et de design)‏ هي جامعة ومدرسة خاصة للتصميم والسينما، تأسست في 2004.

يقع مقرها في تونس العاصمة في تونس.

## مقالات ذات صلة
- قائمة الجامعات في تونس

## روابط خارجية
- الموقع الرسمي.